# Przejście graniczne Zwardoń-Myto-Skalité
Przejście graniczne Zwardoń-Myto-Skalité – polsko-słowackie przejście graniczne drogowe i małego ruchu granicznego położone w województwie śląskim, w powiecie żywieckim, w gminie Rajcza, w miejscowości Zwardoń, w przysiółku Myto, zlikwidowane  w 2007.

## Opis
Przejście graniczne Zwardoń-Myto-Skalité, z miejscem odprawy granicznej po stronie polskiej w miejscowości Zwardoń, zostało uruchomione 13 listopada 1995. Czynne było przez całą dobę. Dopuszczony był ruch osób, towarów o dopuszczalnej masie całkowitej do 3,5 tony i mały ruch graniczny. Kontrolę graniczną osób, towarów i środków transportu wykonywała kolejno: Graniczna Placówka Kontrolna Straży Granicznej w Zwardoniu, Placówka Straży Granicznej w Zwardoniu.
Do przejścia granicznego po stronie słowackiej prowadziła droga nr 12.
21 grudnia 2007 na mocy układu z Schengen przejście graniczne zostało zlikwidowane.

### Przejścia graniczne z Czechosłowacją
W II RP istniało polsko-czechosłowackie przejście graniczne Zwardoń-Skalite (miejsce przejściowe po drogach ulicznych), w rejonie kamieni granicznych nr 60, 61. Mieszkańcy przysiółka Zwardoń (gm. Sól) mogli przekraczać granicę także obok toru kolejowego w celu uprawy swych gruntów leżących poza torem, oraz przewozić sprzęt gospodarczy i płody rolne. Był to punkt przejściowy z prawem dokonywania odpraw mieszkańców pogranicza, bez towarów w czasie i na zasadach obowiązujących urzędy celne, ustawione przy drogach kołowych. Dopuszczony był mały ruch graniczny. Przekraczanie granicy odbywało się na podstawie przepustek: jednorazowych, stałych i gospodarczych.